# Karim Benzema
Karim Mostafa Benzema (Lione, 19 dicembre 1987) è un calciatore francese di origine Algerina, attaccante dell'Al-Ittihad. Con la nazionale francese è diventato vicecampione del mondo nel 2022 e ha vinto la UEFA Nations League 2020-2021.
Considerato uno dei migliori giocatori della sua generazione, è cresciuto nelle giovanili dell'Olympique Lione, con cui ha esordito in prima squadra nel 2004 e si è affermato, vincendo quattro campionati francesi consecutivi (dal 2005 al 2008), due Supercoppe francesi e una Coppa di Francia. Trasferitosi al Real Madrid nel 2009, si è consacrato come uno dei migliori attaccanti del panorama internazionale. Con il club madrileno, in cui ha militato sino al 2023, ha arricchito il proprio palmarès, vincendo quattro campionati, tre Coppe del Re, quattro Supercoppe spagnole, cinque UEFA Champions League, quattro Supercoppe UEFA e cinque Coppa del mondo per club FIFA.
Nel 2004 ha vinto il campionato europeo di categoria con la nazionale francese Under-17. Con la nazionale maggiore, nella quale ha debuttato nel 2007, ha giocato tre campionati europei (2008, 2012 e 2020) e due campionati del mondo (2014 e 2022). Nel 2015, in seguito ad una vicenda giudiziaria che l'ha visto coinvolto, è stato escluso dalla nazionale, prima di farvi ritorno nel 2021, anno in cui si è aggiudicato la UEFA Nations League. Ha lasciato la nazionale nel 2022.
A livello individuale ha vinto il Pallone d'oro nel 2022, è stato nominato Giocatore dell'anno UEFA nel 2022 e per quattro volte è stato eletto Calciatore francese dell'anno; si è aggiudicato anche il Trofeo Bravo e il Trofeo Alfredo Di Stéfano. È stato capocannoniere della Ligue 1 (2007-2008), della Primera División (2021-2022) e della UEFA Champions League (2021-2022). Con 32 trofei ufficiali vinti tra club e nazionale è il calciatore francese più titolato, nonché il migliore marcatore francese nelle competizioni UEFA per club e nel campionato spagnolo. Rientra altresì nella ristretta cerchia dei calciatori con almeno 1000 presenze ufficiali.

## Biografia
È nato a Lione, nella regione meridionale dell'Alvernia-Rodano-Alpi, da Hafid Benzema, algerino originario di Tigzirt, in Cabilia, emigrato in Francia da ragazzo nel corso degli anni cinquanta, e da Wahida Djebbara, francese figlia di immigrati algerini originari di Orano. È cresciuto tra Lione e Bron, nel quartiere di Terraillon.

## Caratteristiche tecniche
Destro naturale, ricopre il ruolo di centravanti, ma all'occorrenza anche quello di seconda punta o di esterno in un tridente, grazie alle sue doti di sacrificio, la visione di gioco e per le sue capacità di fornire assist. Attaccante di movimento, agile, rapido, potente, possiede una pregevole tecnica di base, grandi doti nel controllo della sfera, nel tiro (potente e preciso) e nella coordinazione. Eccelle anche nell'uso del piede debole e nel colpo di testa.
Ottime le sue statistiche realizzative. Dotato di grande intelligenza tattica, si fa notare per i suoi movimenti senza palla e per l‘abilità nel creare spazi per gli inserimenti dei compagni. Ha anche dimostrato di essere un giocatore molto corretto, tanto da non venire mai espulso durante tutta la sua carriera da professionista.

## Carriera

### Club

#### Inizi e Olympique Lione

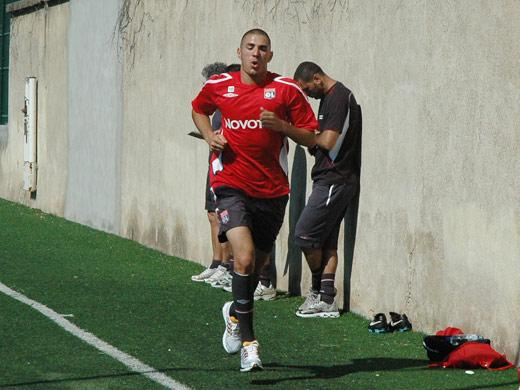
Benzema durante una sessione di allenamento con l'Olympique Lione

Dopo avere mosso i primi passi calcistici nel Bron Terraillon, viene notato dagli osservatori lionesi in una partita contro i pulcini dell'Olympique Lione, in cui segna una doppietta, che lo fanno tesserare dalla società.
Nel 2002 si trasferisce presso il centro di formazione del Lione e due anni più tardi firma il suo primo contratto.
Segue un periodo di militanza nelle giovanili dell'Olympique Lione, durante il quale realizza 38 gol in una stagione con la compagine Under-16 e 12 gol in 14 presenze totali con la compagine Under-18 all'inizio della stagione 2004-2005, fino a che, il 15 gennaio 2005, debutta ufficialmente in prima squadra nell'incontro di Ligue 1 contro il Metz (2-0), nel corso del quale fornisce l'assist per il gol di Bryan Bergougnoux. Cinque giorni dopo firma il suo primo contratto da professionista. Chiude la stagione 2004-2005 con 6 presenze in campionato.
Il 6 dicembre 2005 apre le marcature nella partita di UEFA Champions League vinta per 2-1 in casa contro il Rosenborg: è il suo primo gol con il Lione e il suo esordio nella massima competizione europea per club. Il 4 marzo 2006 segna il suo primo gol in Ligue 1, in casa dell'Ajaccio, nella gara vinta per 1-3.
Nella stagione 2006-2007 trova il suo primo gol nella partita inaugurale di Ligue 1 contro il Nantes, finita 3-1 per il Lione. Il 26 agosto mette a segno la sua prima doppietta, nella partita vinta contro il Nizza, nella quale fornisce anche un assist. Il 26 settembre 2006 va nuovamente a segno in UEFA Champions League contro la Steaua Bucarest, battuta per 3-0. In questa annata ottiene sempre più spazio in squadra, fino ad affermarsi come attaccante titolare.
Il 15 settembre 2007, in una partita contro il Metz, realizza la sua prima tripletta con la maglia del Lione, mentre il 23 ottobre segna il suo primo gol stagionale in Champions nella sfida esterna con lo Stoccarda (2-0). Il 12 dicembre, nell'ultima partita dei gironi, realizza la sua prima doppietta in carriera in tale competizione, nella partita vinta 3-0 ai danni dei Rangers. Il 26 aprile 2008 segna 2 gol nella sfida contro il Caen, finita 2-2. La stagione 2007-2008 si rivelerà molto positiva: Benzema realizza 20 reti in 37 presenze, laureandosi capocannoniere del torneo e venendo nominato giocatore dell'anno.
Nel luglio 2008 riceve il Trofeo Bravo dal settimanale italiano Guerin Sportivo, che assegna tale riconoscimento per premiare il miglior giovane Under-21 dell'anno. La nuova stagione inizia con vari gol in campionato per Benzema, che il 21 ottobre, contro la Steaua Bucarest, realizza 2 gol che contribuiscono alla vittoria del Lione per 5-3. Nella Ligue 1 2008-2009 è autore di 17 reti in 36 presenze, e si piazza secondo nella classifica marcatori dietro ad André-Pierre Gignac.

#### Real Madrid

##### 2009-2013

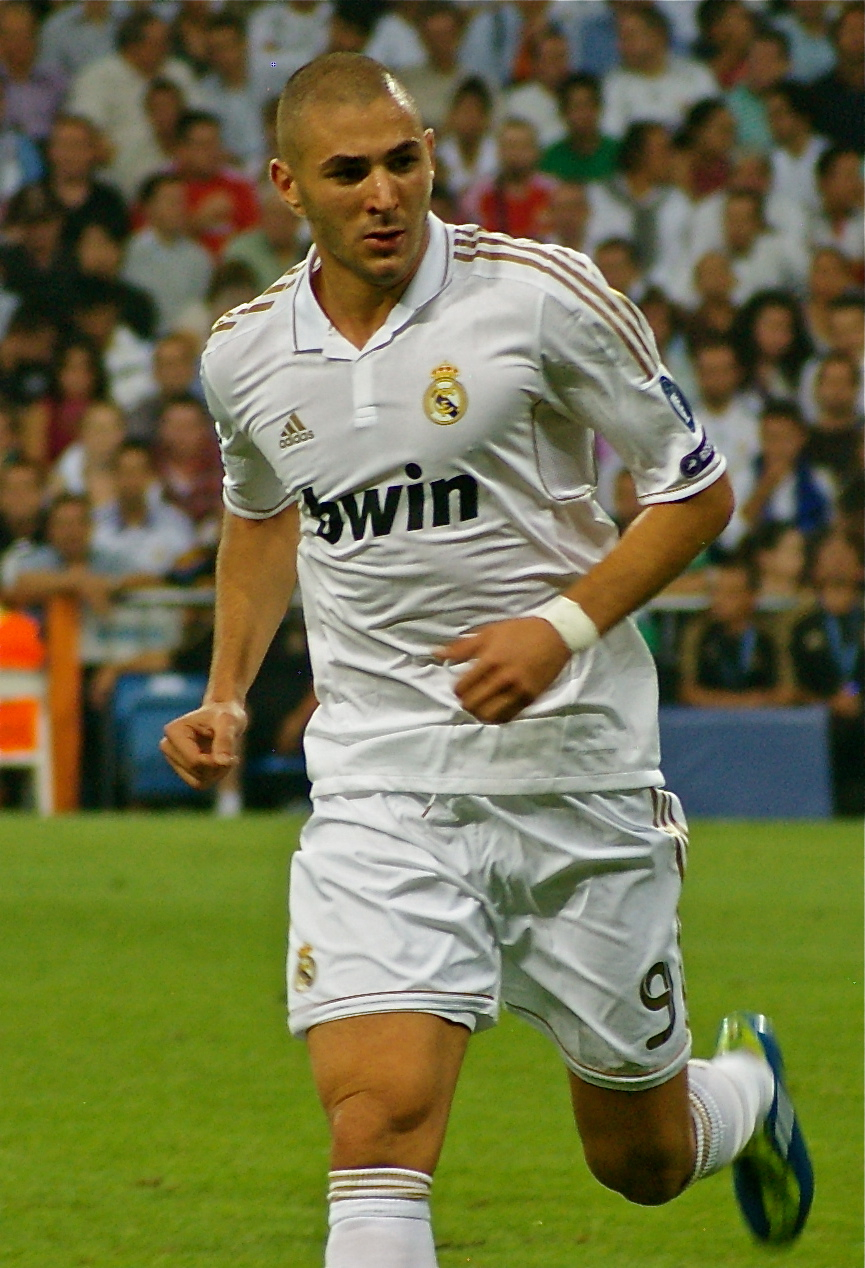
Benzema con la maglia del Real Madrid nella stagione 2011-2012

Il 1º luglio 2009 viene acquistato dal Real Madrid per 35 milioni di euro e sceglie di vestire la maglia numero 11. Diventa così il quarto acquisto del club di Florentino Pérez durante la sessione estiva del calciomercato del 2009. Il primo gol di Benzema con la maglia del Real Madrid arriva il 20 settembre contro lo Xerez (5-0). Il 26 settembre 2009 realizza la sua prima doppietta con i madrileni, contro il Tenerife (3-0). La prima rete in UEFA Champions League con la nuova maglia è quella nella partita persa in casa contro il Milan. Termina la sua prima stagione con 9 gol in 33 partite.
Per la stagione 2010-2011 cambia maglia passando dall'11 al 9, lasciato libero da Cristiano Ronaldo, passato al 7. Nel corso dell'annata segna la prima tripletta con i madrileni, il 9 dicembre 2010, nell'ultimo incontro della fase a gironi di UEFA Champions League, disputato a Madrid e vinto per 4-0 contro l'Auxerre. Chiuderà la stagione con 49 presenze e 26 gol.
Nel ritorno della partita di Supercoppa realizza il gol del provvisorio 2-2 contro il Barcellona al Camp Nou; la sfida verrà vinta per 3-2 dai blaugrana. Al termine del 2011 viene eletto Calciatore francese dell'anno dalla rivista France Football. Nella gara di ritorno dei quarti di Coppa del Re contro il Barcellona, si rende protagonista della rimonta da 2-0 con il gol del 2-2 dopo il primo di Ronaldo, ma il 2-2 non permette al Real Madrid di qualificarsi alle semifinali. Il 2 maggio seguente vince per la prima volta il campionato spagnolo con la maglia del Real Madrid. Finisce la sua miglior stagione in termini realizzativi con 34 presenze e 21 gol in campionato, 52 presenze e 32 gol in totale.
Nella stagione successiva vince la Supercoppa di Spagna al termine della doppia sfida di inizio annata contro il Barcellona.

##### 2013-2018

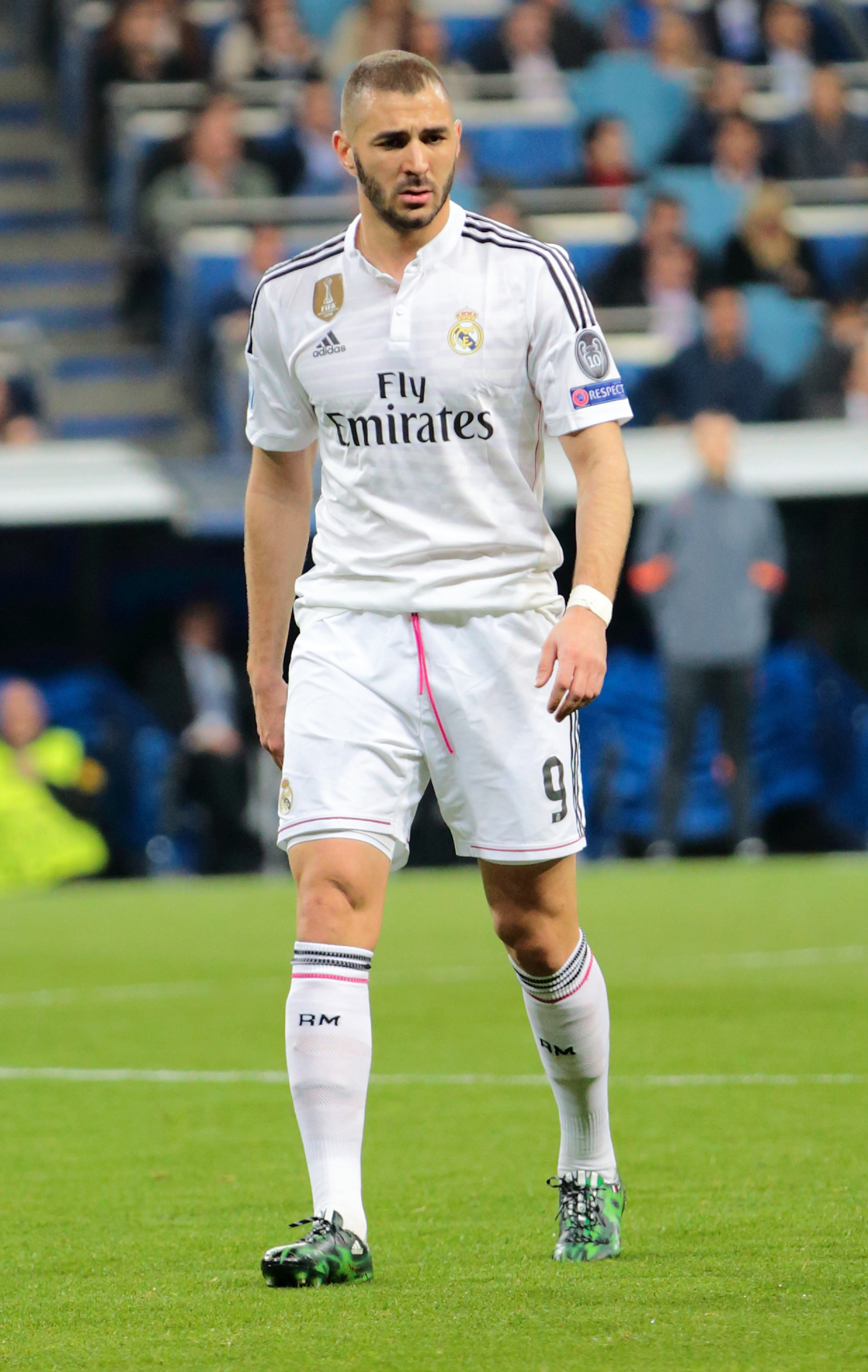
Benzema in una partita di UEFA Champions League nel 2015

Nella stagione 2013-2014 un suo gol decide la semifinale di andata di UEFA Champions League contro il Bayern Monaco. Il 24 maggio 2014 si aggiudica anche la finale del torneo, battendo con i compagni l'Atlético Madrid per 4-1 dopo i tempi supplementari. A fine anno si aggiudica anche la Coppa del Re, con 24 gol segnati in tutte le competizioni.
La stagione 2014-2015 si apre con la vittoria della Supercoppa UEFA ai danni del Siviglia. Il 20 dicembre il Real Madrid mette in bacheca anche la Coppa del mondo per club, battendo in finale il San Lorenzo. Il 28 maggio 2016 Benzema e compagni vincono la UEFA Champions League, battendo in finale ai rigori nuovamente i rivali cittadini dell'Atletico Madrid.
L'anno successivo il francese vince il campionato, e ancora la UEFA Champions League.
Nella stagione 2017-2018 si aggiudica per la quarta volta la UEFA Champions League, segnando una doppietta in semifinale contro il Bayern Monaco e siglando il primo gol nella finale di Kiev, vinta dal Real contro il Liverpool per 3-1.

##### 2018-2023
Nella prima stagione senza Cristiano Ronaldo, nel 2018-2019, segna 30 gol, perde la Supercoppa UEFA contro l'Atlético Madrid (che vince per 4-2 nonostante Benzema abbia siglato il provvisorio gol dell'1-1) e vince la Coppa del mondo per club. Nell'annata 2019-2020 guida la squadra alla vittoria del campionato con 21 reti (4 in meno del capocannoniere Messi) e della Supercoppa di Spagna, pur non giocando la finale per infortunio; in totale durante la stagione segna 27 gol e serve 11 assist in 48 presenze. La stagione 2020-2021 si chiude senza trofei, ma con un importante contributo di 6 reti in 10 presenze in UEFA Champions League. Nel corso dell'annata, il 12 dicembre 2020, nel derby contro l'Atletico Madrid, il giocatore raggiunge quota 528 presenze con il Real Madrid, divenendo lo straniero più presente nella storia del club.

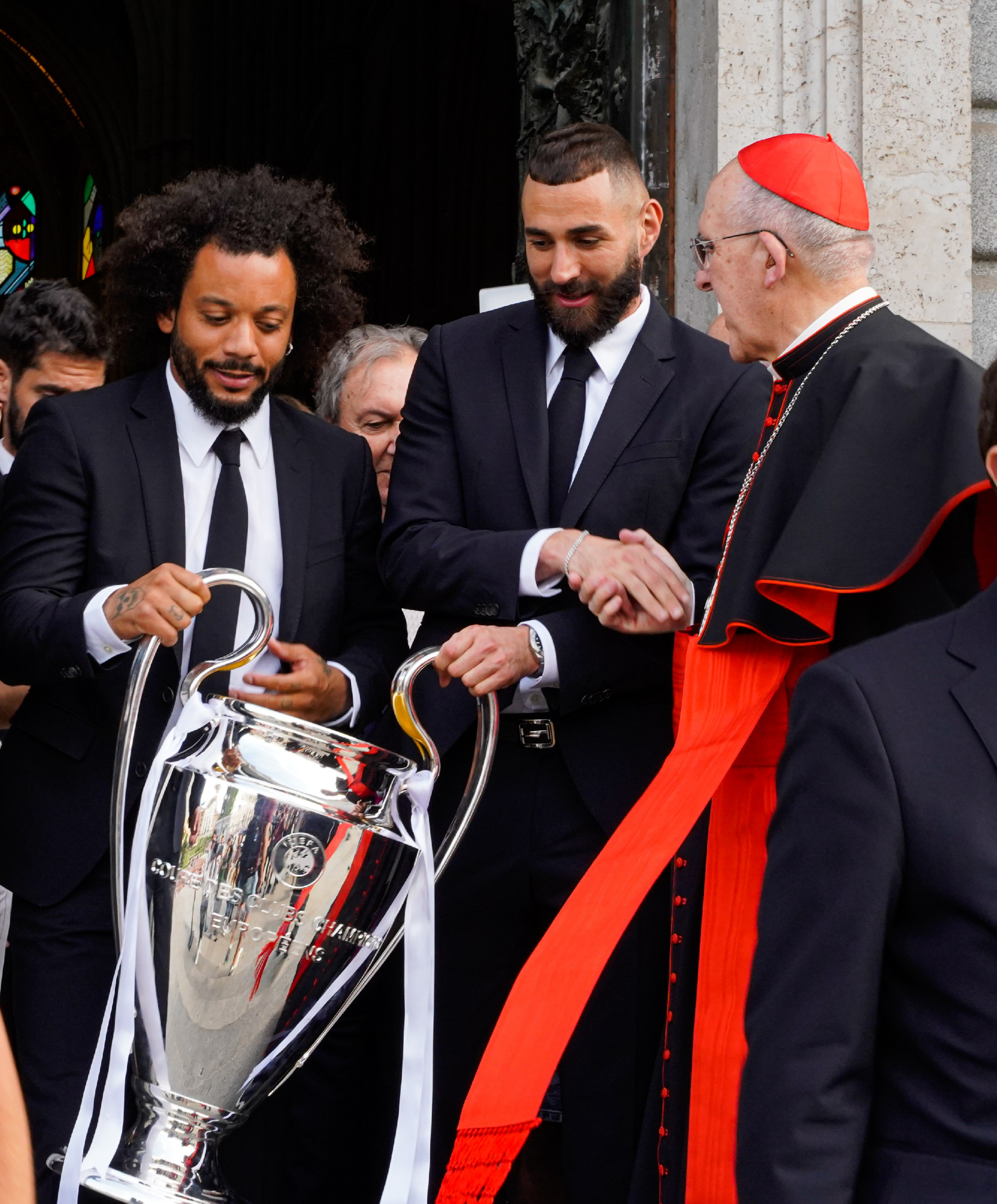
Benzema, Marcelo (a sinistra) e il cardinale arcivescovo di Madrid Carlos Osoro Sierra (a destra) con il trofeo della Champions League vinto nel 2022

Nella stagione 2021-2022, in seguito alla partenza di Sergio Ramos, diventa il vice-capitano del club madrileno alle spalle di Marcelo (indossando spesso la fascia, vista la mancata titolarità del brasiliano). Il 22 settembre 2021, grazie alla doppietta contro il Maiorca, sale a quota 200 reti nella massima divisione spagnola, mentre il 3 novembre, andando in rete nella partita casalinga vinta per 2-1 sullo Šachtar, segna il millesimo gol del Real Madrid nella UEFA Champions League/Coppa dei Campioni. Il 16 gennaio 2022 realizza su calcio di rigore il gol del definitivo 2-0 nella finale di Supercoppa di Spagna contro l'Athletic Bilbao, aggiudicandosi il 28º trofeo della sua carriera e diventando il giocatore più vincente nella storia del calcio francese. Il 9 marzo seguente, segnando tre gol nella partita di ritorno degli ottavi di finale di UEFA Champions League giocata contro il PSG al Bernabéu, diviene il calciatore più anziano a segnare una tripletta nella competizione, all'età di 34 anni e 80 giorni; realizza una tripletta anche il 6 aprile a Stamford Bridge ai danni del Chelsea, battuto per 3-1, diventando il primo giocatore a segnare tre gol in una singola partita contro i Blues in una competizione europea. Si ripete anche nella partita di ritorno, in cui segna nei tempi supplementari il gol del definitivo 2-3 che qualifica i suoi; tale marcatura lo rende il miglior marcatore francese in una singola stagione di UEFA Champions League (12). Nelle semifinali contro il Manchester City realizza una doppietta nella sfida persa in trasferta per 4-3 e un gol nella sfida vinta in casa per 3-1, raggiungendo quota 10 gol nella fase ad eliminazione diretta di una singola stagione di UEFA Champions League ed eguagliando in tal modo il record stabilito da Cristiano Ronaldo nel 2016-2017; con 86 realizzazioni, raggiunge inoltre Robert Lewandowski al terzo posto della classifica dei marcatori di tutti i tempi della massima competizione europea. Il 12 maggio, grazie alla rete segnata nella vittoria casalinga per 6-0 contro il Levante, aggancia Raúl al secondo posto della classifica storica dei marcatori del Real Madrid. Il 28 maggio si aggiudica per la quinta volta la UEFA Champions League, battendo in finale il Liverpool per 1-0 e vincendo per la prima volta il titolo di miglior marcatore del torneo con 15 gol in 12 presenze.
Apre la stagione 2022-2023 segnando il gol del definitivo 2-0 nella partita di Supercoppa UEFA 2022 vinta contro l'Eintracht Francoforte. Il gol gli consente di scavalcare Raúl e raggiungere il secondo posto nella classifica dei marcatori del Real Madrid di tutti i tempi, dietro al solo Cristiano Ronaldo. Il 25 agosto 2022 viene nominato Giocatore dell'anno UEFA. Il 17 ottobre 2022 si aggiudica il Pallone d'oro, diventando il quinto francese ad aggiudicarsi il premio.
Il 5 aprile 2023 segna tre gol nella semifinale di ritorno di Coppa del Re vinta contro il Barcellona (0-4), successo che permette ai blancos di accedere alla finale, dopo aver ribaltato il risultato dell'andata (0-1). Nell'occasione Benzema diventa il secondo giocatore del Real Madrid a segnare una tripletta al Camp Nou contro il Barcellona dopo Ferenc Puskás, che ci era riuscito nel 1963. Il 4 giugno seguente si congeda dal club madrileno andando in rete su calcio di rigore nell'ultima partita di campionato, pareggiata in casa per 1-1 contro l'Athletic Bilbao.

#### Al-Ittihad
Il 6 giugno 2023 si trasferisce all'Al-Ittihad, con cui esordisce il 27 luglio seguente, segnando un gol e fornendo un assist nella vittoria per 2-1 contro l'Espérance in una partita di Coppa dei Campioni araba.

### Nazionale

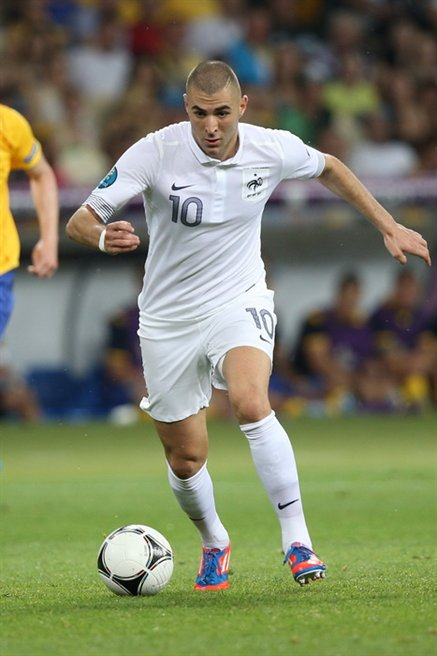
Benzema con la maglia della nazionale francese al campionato d'Europa 2012

Esordisce in nazionale maggiore sotto la gestione del CT Raymond Domenech il 28 marzo 2007, all'età di 19 anni, realizzando il gol decisivo della vittoria per 1-0 contro l'Austria. Partecipa al campionato europeo 2008. Malgrado altri gol segnati nelle qualificazioni al campionato mondiale del 2010, viene escluso dalla lista dei convocati per il mondiale sudafricano.
Con l'arrivo del CT Laurent Blanc diventa uomo di riferimento dell'attacco francese, indossando la maglia numero 10. Viene convocato per il campionato europeo 2012, che si gioca in Polonia e in Ucraina e da cui la Francia viene eliminata ai quarti di finale.
Convocato dal CT Didier Deschamps per disputare il campionato mondiale del 2014 in Brasile, sceglie ancora una volta di indossare la maglia numero 10. Nel corso della manifestazione segna 3 gol nella fase a gironi: una doppietta all'Honduras e un gol alla Svizzera. La Francia viene sconfitta ai quarti di finale dalla Germania, vittoriosa per 1-0.
Dal 2016 viene escluso dalla nazionale francese a causa della vicenda giudiziaria che l'ha visto coinvolto assieme a Mathieu Valbuena. Salta, quindi, il campionato europeo del 2016 e il campionato mondiale 2018, vinto dalla Francia.
Il 18 maggio 2021, a più di sei anni dall'ultima presenza coi Bleus, riceve la convocazione in nazionale dal CT Deschamps in vista della fase finale del campionato d'Europa 2020. Torna a vestire la maglia della selezione transalpina il 2 giugno seguente, nella vittoria casalinga contro il Galles (3-0), partita in cui fallisce un calcio di rigore. Non andato a segno nelle prime due partite del girone contro Germania (1-0) e Ungheria (1-1), nella gara pareggiata per 2-2 con il Portogallo realizza una doppietta, tornando al gol con la nazionale dopo più di sei anni; con a queste reti supera i 28 gol in nazionale di Youri Djorkaeff. Agli ottavi di finale contro la Svizzera (3-3) mette a segno altri due gol che, malgrado gli consentano di superare le marcature di Just Fontaine e Jean-Pierre Papin (fermi a quota 30), ed eguagliare i 31 di Zinédine Zidane, non permettono ai francesi di superare il turno, in quanto la squadra francese viene eliminata ai tiri di rigore.
Convocato anche per la final four della UEFA Nations League 2020-2021, in semifinale va in gol contro il Belgio (la Francia vincerà in rimonta per 3-2) e in finale segna il gol del pareggio contro la Spagna, per poi vincere il trofeo con i compagni, impostisi per 2-1.
Il 13 novembre 2021 realizza una doppietta nel successo per 8-0 contro il Kazakistan, diventando il quinto miglior marcatore dei transalpini. Il 13 giugno 2022, in occasione della sfida di UEFA Nations League persa contro la Croazia (0-1), raggiunge quota 97 presenze con la Francia, agganciando Laurent Blanc e Bixente Lizarazu al decimo posto della graduatoria di presenze con la nazionale.
Convocato per disputare il campionato mondiale del 2022 in Qatar, il giorno prima dell'inizio del torneo è vittima di un infortunio muscolare che compromette la sua partecipazione al torneo. L'allenatore Deschamps, però, decide di non sostituirlo e il giocatore, che non disputa nessuna gara della manifestazione, riceve la medaglia d’argento in virtù del secondo posto ottenuto dai transalpini dopo la sconfitta in finale contro l’Argentina.
Il 19 dicembre 2022, giorno del suo trentacinquesimo compleanno, annuncia ufficialmente il ritiro dalla nazionale.

## Controversie
Nel 2010 è finito sotto inchiesta, assieme a Franck Ribéry, per aver avuto rapporti sessuali con una escort minorenne, Zahia Dehar. Quattro anni dopo i due calciatori sono stati assolti dal tribunale di Parigi per assenza di prove sufficienti a dimostrare che fossero a conoscenza della minore età della ragazza all'epoca dei rapporti.
Nel novembre 2015 viene indagato nell'ambito di un'inchiesta giudiziaria nata dalla denuncia di Mathieu Valbuena, che nel giugno 2015 aveva dichiarato di aver ricevuto una telefonata anonima in cui gli veniva richiesto di pagare la somma di 150.000 euro, affinché non venisse diffuso un filmato nel quale intratteneva rapporti sessuali. Il 5 novembre del 2015, dopo un fermo di 24 ore nei locali della polizia giudiziaria di Versailles, Benzema avrebbe confessato di aver ricattato il suo compagno di squadra Valbuena. La notizia tuttavia viene smentita dal legale del calciatore. Il 10 novembre 2015 l'emittente radiofonica Europe 1 ha reso noto il contenuto di un'intercettazione telefonica del 6 ottobre in cui Benzema, parlando con un suo amico di infanzia, avrebbe dichiarato di aver avuto un ruolo attivo nella vicenda. Il 10 dicembre seguente, in seguito a questa vicenda, viene escluso a tempo indeterminato dalla nazionale francese, e il 13 aprile 2016 lui stesso dichiara alla stampa che non sarebbe stato convocato per gli Europei. Nel 2017 la Corte di Cassazione francese invalida l'inchiesta nei suoi confronti, facendolo uscire dal caso. Il 24 novembre 2021 gli viene comminata una multa di 75.000 euro, oltre a venire condannato a un anno di carcere con la condizionale.
Nell'ottobre 2023, Benzema ha espresso solidarietà alle vittime degli attacchi aerei israeliani a Gaza. In risposta, il ministro degli Interni francese Gérald Darmanin ha accusato il calciatore di "avere rapporti" con il gruppo noto come Fratelli Musulmani. La senatrice del partito repubblicano delle Bocche del Rodano, Valérie Boyer, ha chiesto che il giocatore venga privato della cittadinanza francese e del Pallone d'Oro se le accuse saranno confermate.

## Statistiche

### Presenze e reti nei club
Statistiche aggiornate al 30 maggio 2025.
| Stagione                 | Squadra                  | Campionato               | Campionato | Campionato | Coppe nazionali | Coppe nazionali | Coppe nazionali | Coppe continentali | Coppe continentali | Coppe continentali | Altre coppe | Altre coppe | Altre coppe | Totale | Totale |
| Stagione                 | Squadra                  | Comp                     | Pres       | Reti       | Comp            | Pres            | Reti            | Comp               | Pres               | Reti               | Comp        | Pres        | Reti        | Pres   | Reti   |
| ------------------------ | ------------------------ | ------------------------ | ---------- | ---------- | --------------- | --------------- | --------------- | ------------------ | ------------------ | ------------------ | ----------- | ----------- | ----------- | ------ | ------ |
| 2004-2005                | Olympique Lione 2        | CFA                      | 11         | 10         | -               | -               | -               | -                  | -                  | -                  | -           | -           | -           | 11     | 10     |
| 2005-2006                | Olympique Lione 2        | CFA                      | 9          | 5          | -               | -               | -               | -                  | -                  | -                  | -           | -           | -           | 9      | 5      |
| Totale Olympique Lione 2 | Totale Olympique Lione 2 | Totale Olympique Lione 2 | 20         | 15         |                 | -               | -               |                    | -                  | -                  |             | -           | -           | 20     | 15     |
| 2004-2005                | Olympique Lione          | L1                       | 6          | 0          | CF+CdL          | 0               | 0               | UCL                | 0                  | 0                  | SF          | 0           | 0           | 6      | 0      |
| 2005-2006                | Olympique Lione          | L1                       | 13         | 1          | CF+CdL          | 2+0             | 2               | UCL                | 1                  | 1                  | SF          | 0           | 0           | 16     | 4      |
| 2006-2007                | Olympique Lione          | L1                       | 21         | 5          | CF+CdL          | 1+1             | 0               | UCL                | 3                  | 2                  | SF          | 1           | 1           | 27     | 8      |
| 2007-2008                | Olympique Lione          | L1                       | 36         | 20         | CF+CdL          | 6+2             | 6+1             | UCL                | 7                  | 4                  | SF          | 1           | 0           | 52     | 31     |
| 2008-2009                | Olympique Lione          | L1                       | 36         | 17         | CF+CdL          | 2+0             | 1               | UCL                | 8                  | 5                  | SF          | 1           | 0           | 47     | 23     |
| Totale Olympique Lione   | Totale Olympique Lione   | Totale Olympique Lione   | 112        | 43         |                 | 14              | 10              |                    | 19                 | 12                 |             | 3           | 1           | 148    | 66     |
| 2009-2010                | Real Madrid              | PD                       | 27         | 8          | CR              | 1               | 0               | UCL                | 5                  | 1                  | -           | -           | -           | 33     | 9      |
| 2010-2011                | Real Madrid              | PD                       | 33         | 15         | CR              | 7               | 5               | UCL                | 8                  | 6                  | -           | -           | -           | 48     | 26     |
| 2011-2012                | Real Madrid              | PD                       | 34         | 21         | CR              | 5               | 3               | UCL                | 11                 | 7                  | SS          | 2           | 1           | 52     | 32     |
| 2012-2013                | Real Madrid              | PD                       | 30         | 11         | CR              | 8               | 4               | UCL                | 10                 | 5                  | SS          | 2           | 0           | 50     | 20     |
| 2013-2014                | Real Madrid              | PD                       | 35         | 17         | CR              | 6               | 2               | UCL                | 11                 | 5                  | -           | -           | -           | 52     | 24     |
| 2014-2015                | Real Madrid              | PD                       | 29         | 15         | CR              | 3               | 0               | UCL                | 9                  | 6                  | SU+SS+Cmc   | 1+2+2       | 0+0+1       | 46     | 22     |
| 2015-2016                | Real Madrid              | PD                       | 27         | 24         | CR              | 0               | 0               | UCL                | 9                  | 4                  | -           | -           | -           | 36     | 28     |
| 2016-2017                | Real Madrid              | PD                       | 29         | 11         | CR              | 3               | 1               | UCL                | 13                 | 5                  | SU+Cmc      | 1+2         | 0+2         | 48     | 19     |
| 2017-2018                | Real Madrid              | PD                       | 32         | 5          | CR              | 1               | 1               | UCL                | 9                  | 5                  | SU+SS+Cmc   | 1+2+2       | 0+1+0       | 47     | 12     |
| 2018-2019                | Real Madrid              | PD                       | 36         | 21         | CR              | 6               | 4               | UCL                | 8                  | 4                  | SU+Cmc      | 1+2         | 1+0         | 53     | 30     |
| 2019-2020                | Real Madrid              | PD                       | 37         | 21         | CR              | 3               | 1               | UCL                | 8                  | 5                  | SS          | 0           | 0           | 48     | 27     |
| 2020-2021                | Real Madrid              | PD                       | 34         | 23         | CR              | 1               | 0               | UCL                | 10                 | 6                  | SS          | 1           | 1           | 46     | 30     |
| 2021-2022                | Real Madrid              | PD                       | 32         | 27         | CR              | 0               | 0               | UCL                | 12                 | 15                 | SS          | 2           | 2           | 46     | 44     |
| 2022-2023                | Real Madrid              | PD                       | 24         | 19         | CR              | 5               | 4               | UCL                | 10                 | 4                  | SS+SU+Cmc   | 2+1+1       | 2+1+1       | 43     | 31     |
| Totale Real Madrid       | Totale Real Madrid       | Totale Real Madrid       | 439        | 238        |                 | 49              | 25              |                    | 133                | 78                 |             | 27          | 13          | 648    | 354    |
| 2023-2024                | Al-Ittihad               | SPL                      | 21         | 9          | KC              | 1               | 1               | ACL                | 3                  | 0                  | SS+CdC+Cmc  | 2+4+2       | 1+3+2       | 33     | 16     |
| 2024-2025                | Al-Ittihad               | SPL                      | 29         | 21         | KC              | 4               | 4               | -                  | -                  | -                  | -           | -           | -           | 33     | 25     |
| Totale Al-Ittihād        | Totale Al-Ittihād        | Totale Al-Ittihād        | 50         | 30         |                 | 5               | 5               |                    | 3                  | 0                  |             | 8           | 6           | 66     | 41     |
| Totale carriera          | Totale carriera          | Totale carriera          | 621        | 326        |                 | 68              | 40              |                    | 155                | 90                 |             | 38          | 20          | 882    | 476    |

### Cronologia presenze e reti in nazionale
| Cronologia completa delle presenze e delle reti in nazionale ― Francia | Cronologia completa delle presenze e delle reti in nazionale ― Francia | Cronologia completa delle presenze e delle reti in nazionale ― Francia | Cronologia completa delle presenze e delle reti in nazionale ― Francia | Cronologia completa delle presenze e delle reti in nazionale ― Francia | Cronologia completa delle presenze e delle reti in nazionale ― Francia | Cronologia completa delle presenze e delle reti in nazionale ― Francia | Cronologia completa delle presenze e delle reti in nazionale ― Francia |
| Data                                                                   | Città                                                                  | In casa                                                                | Risultato                                                              | Ospiti                                                                 | Competizione                                                           | Reti                                                                   | Note                                                                   |
| ---------------------------------------------------------------------- | ---------------------------------------------------------------------- | ---------------------------------------------------------------------- | ---------------------------------------------------------------------- | ---------------------------------------------------------------------- | ---------------------------------------------------------------------- | ---------------------------------------------------------------------- | ---------------------------------------------------------------------- |
| 28-3-2007                                                              | Saint-Denis                                                            | Francia                                                                | 1 – 0                                                                  | Austria                                                                | Amichevole                                                             | 1                                                                      | 46’                                                                    |
| 6-6-2007                                                               | Auxerre                                                                | Francia                                                                | 1 – 0                                                                  | Georgia                                                                | Qual. Euro 2008                                                        | -                                                                      | 90+3’                                                                  |
| 22-8-2007                                                              | Trnava                                                                 | Slovacchia                                                             | 0 – 1                                                                  | Francia                                                                | Amichevole                                                             | -                                                                      | 85’                                                                    |
| 12-9-2007                                                              | Parigi                                                                 | Francia                                                                | 0 – 1                                                                  | Scozia                                                                 | Qual. Euro 2008                                                        | -                                                                      | 77’                                                                    |
| 13-10-2007                                                             | Tórshavn                                                               | Fær Øer                                                                | 0 – 6                                                                  | Francia                                                                | Qual. Euro 2008                                                        | 2                                                                      | 46’                                                                    |
| 17-10-2007                                                             | Saint-Denis                                                            | Francia                                                                | 2 – 0                                                                  | Lituania                                                               | Qual. Euro 2008                                                        | -                                                                      |                                                                        |
| 16-11-2007                                                             | Parigi                                                                 | Francia                                                                | 2 – 2                                                                  | Marocco                                                                | Amichevole                                                             | -                                                                      | 63’                                                                    |
| 21-11-2007                                                             | Kiev                                                                   | Ucraina                                                                | 2 – 2                                                                  | Francia                                                                | Qual. Euro 2008                                                        | -                                                                      | 46’                                                                    |
| 6-2-2008                                                               | Malaga                                                                 | Spagna                                                                 | 1 – 0                                                                  | Francia                                                                | Amichevole                                                             | -                                                                      | 60’                                                                    |
| 31-5-2008                                                              | Tolosa                                                                 | Francia                                                                | 0 – 0                                                                  | Paraguay                                                               | Amichevole                                                             | -                                                                      | 63’                                                                    |
| 3-6-2008                                                               | Parigi                                                                 | Francia                                                                | 1 – 0                                                                  | Colombia                                                               | Amichevole                                                             | -                                                                      | 65’                                                                    |
| 9-6-2008                                                               | Zurigo                                                                 | Romania                                                                | 0 – 0                                                                  | Francia                                                                | Euro 2008 - 1º turno                                                   | -                                                                      | 78’                                                                    |
| 17-6-2008                                                              | Zurigo                                                                 | Francia                                                                | 0 – 2                                                                  | Italia                                                                 | Euro 2008 - 1º turno                                                   | -                                                                      |                                                                        |
| 20-8-2008                                                              | Göteborg                                                               | Svezia                                                                 | 2 – 3                                                                  | Francia                                                                | Amichevole                                                             | 1                                                                      |                                                                        |
| 6-9-2008                                                               | Vienna                                                                 | Austria                                                                | 3 – 1                                                                  | Francia                                                                | Qual. Mondiali 2010                                                    | -                                                                      |                                                                        |
| 10-9-2008                                                              | Saint-Denis                                                            | Francia                                                                | 2 – 1                                                                  | Serbia                                                                 | Qual. Mondiali 2010                                                    | -                                                                      | 46’                                                                    |
| 11-10-2008                                                             | Costanza                                                               | Romania                                                                | 2 – 2                                                                  | Francia                                                                | Qual. Mondiali 2010                                                    | -                                                                      | 38’                                                                    |
| 14-8-2008                                                              | Saint-Denis                                                            | Francia                                                                | 3 – 1                                                                  | Tunisia                                                                | Amichevole                                                             | 1                                                                      | 69’                                                                    |
| 19-11-2008                                                             | Parigi                                                                 | Francia                                                                | 0 – 0                                                                  | Uruguay                                                                | Amichevole                                                             | -                                                                      | 58’                                                                    |
| 11-2-2009                                                              | Marsiglia                                                              | Francia                                                                | 0 – 2                                                                  | Argentina                                                              | Amichevole                                                             | -                                                                      | 65’                                                                    |
| 28-3-2009                                                              | Kaunas                                                                 | Lituania                                                               | 0 – 1                                                                  | Francia                                                                | Qual. Mondiali 2010                                                    | -                                                                      | 64’                                                                    |
| 1-4-2009                                                               | Saint-Denis                                                            | Francia                                                                | 1 – 0                                                                  | Lituania                                                               | Qual. Mondiali 2010                                                    | -                                                                      | 57’                                                                    |
| 2-6-2009                                                               | Saint-Étienne                                                          | Francia                                                                | 0 – 1                                                                  | Nigeria                                                                | Amichevole                                                             | -                                                                      | 46’                                                                    |
| 5-6-2009                                                               | Lione                                                                  | Francia                                                                | 1 – 0                                                                  | Turchia                                                                | Amichevole                                                             | 1                                                                      | 46’                                                                    |
| 5-9-2009                                                               | Saint-Denis                                                            | Francia                                                                | 1 – 1                                                                  | Romania                                                                | Qual. Mondiali 2010                                                    | -                                                                      | 73’                                                                    |
| 10-10-2009                                                             | Guingamp                                                               | Francia                                                                | 5 – 0                                                                  | Fær Øer                                                                | Qual. Mondiali 2010                                                    | 1                                                                      | 73’                                                                    |
| 14-10-2009                                                             | Saint-Denis                                                            | Francia                                                                | 3 – 1                                                                  | Austria                                                                | Qual. Mondiali 2010                                                    | 1                                                                      | 79’                                                                    |
| 11-8-2010                                                              | Oslo                                                                   | Norvegia                                                               | 2 – 1                                                                  | Francia                                                                | Amichevole                                                             | -                                                                      | 61’                                                                    |
| 7-9-2010                                                               | Sarajevo                                                               | Bosnia ed Erzegovina                                                   | 0 – 2                                                                  | Francia                                                                | Qual. Euro 2012                                                        | 1                                                                      |                                                                        |
| 9-10-2010                                                              | Parigi                                                                 | Francia                                                                | 2 – 0                                                                  | Romania                                                                | Qual. Euro 2012                                                        | -                                                                      | 87’                                                                    |
| 12-10-2010                                                             | Metz                                                                   | Francia                                                                | 2 – 0                                                                  | Lussemburgo                                                            | Qual. Euro 2012                                                        | 1                                                                      | 63’                                                                    |
| 17-11-2010                                                             | Londra                                                                 | Inghilterra                                                            | 1 – 2                                                                  | Francia                                                                | Amichevole                                                             | 1                                                                      | 67’                                                                    |
| 9-2-2011                                                               | Parigi                                                                 | Francia                                                                | 1 – 0                                                                  | Brasile                                                                | Amichevole                                                             | 1                                                                      | 86’                                                                    |
| 25-3-2011                                                              | Lussemburgo                                                            | Lussemburgo                                                            | 0 – 2                                                                  | Francia                                                                | Qual. Euro 2012                                                        | -                                                                      |                                                                        |
| 29-3-2011                                                              | Parigi                                                                 | Francia                                                                | 0 – 0                                                                  | Croazia                                                                | Amichevole                                                             | -                                                                      | 75’                                                                    |
| 3-6-2011                                                               | Minsk                                                                  | Bielorussia                                                            | 1 – 1                                                                  | Francia                                                                | Qual. Euro 2012                                                        | -                                                                      |                                                                        |
| 6-6-2011                                                               | Donec'k                                                                | Ucraina                                                                | 1 – 4                                                                  | Francia                                                                | Amichevole                                                             | -                                                                      | 65’                                                                    |
| 10-8-2011                                                              | Montpellier                                                            | Francia                                                                | 1 – 1                                                                  | Cile                                                                   | Amichevole                                                             | -                                                                      | 65’                                                                    |
| 2-9-2011                                                               | Tirana                                                                 | Albania                                                                | 1 – 2                                                                  | Francia                                                                | Qual. Euro 2012                                                        | 1                                                                      |                                                                        |
| 6-9-2011                                                               | Bucarest                                                               | Romania                                                                | 0 – 0                                                                  | Francia                                                                | Qual. Euro 2012                                                        | -                                                                      |                                                                        |
| 11-11-2011                                                             | Montpellier                                                            | Francia                                                                | 1 – 0                                                                  | Stati Uniti                                                            | Amichevole                                                             | -                                                                      | 64’                                                                    |
| 15-11-2011                                                             | Parigi                                                                 | Francia                                                                | 0 – 0                                                                  | Belgio                                                                 | Amichevole                                                             | -                                                                      | 72’                                                                    |
| 27-5-2012                                                              | Valenciennes                                                           | Francia                                                                | 3 – 2                                                                  | Islanda                                                                | Amichevole                                                             | -                                                                      | 60’                                                                    |
| 31-5-2012                                                              | Reims                                                                  | Francia                                                                | 2 – 0                                                                  | Serbia                                                                 | Amichevole                                                             | -                                                                      | 61’                                                                    |
| 5-6-2012                                                               | Le Mans                                                                | Francia                                                                | 4 – 0                                                                  | Estonia                                                                | Amichevole                                                             | 2                                                                      | 73’                                                                    |
| 11-6-2012                                                              | Donec'k                                                                | Francia                                                                | 1 – 1                                                                  | Inghilterra                                                            | Euro 2012 - 1º turno                                                   | -                                                                      |                                                                        |
| 15-6-2012                                                              | Donec'k                                                                | Ucraina                                                                | 0 – 2                                                                  | Francia                                                                | Euro 2012 - 1º turno                                                   | -                                                                      | 76’                                                                    |
| 19-6-2012                                                              | Kiev                                                                   | Svezia                                                                 | 2 – 0                                                                  | Francia                                                                | Euro 2012 - 1º turno                                                   | -                                                                      |                                                                        |
| 23-6-2012                                                              | Donec'k                                                                | Spagna                                                                 | 2 – 0                                                                  | Francia                                                                | Euro 2012 - Quarti di finale                                           | -                                                                      |                                                                        |
| 15-8-2012                                                              | Le Havre                                                               | Francia                                                                | 0 – 0                                                                  | Uruguay                                                                | Amichevole                                                             | -                                                                      | 63’                                                                    |
| 7-9-2012                                                               | Helsinki                                                               | Finlandia                                                              | 0 – 1                                                                  | Francia                                                                | Qual. Mondiali 2014                                                    | -                                                                      |                                                                        |
| 11-9-2012                                                              | Saint-Denis                                                            | Francia                                                                | 3 – 1                                                                  | Bielorussia                                                            | Qual. Mondiali 2014                                                    | -                                                                      |                                                                        |
| 12-10-2012                                                             | Parigi                                                                 | Francia                                                                | 0 – 1                                                                  | Giappone                                                               | Amichevole                                                             | -                                                                      | 46’                                                                    |
| 16-10-2012                                                             | Madrid                                                                 | Spagna                                                                 | 1 – 1                                                                  | Francia                                                                | Qual. Mondiali 2014                                                    | -                                                                      | 88’                                                                    |
| 6-2-2013                                                               | Parigi                                                                 | Francia                                                                | 1 – 2                                                                  | Germania                                                               | Amichevole                                                             | -                                                                      |                                                                        |
| 22-3-2013                                                              | Saint-Denis                                                            | Francia                                                                | 3 – 1                                                                  | Georgia                                                                | Qual. Mondiali 2014                                                    | -                                                                      |                                                                        |
| 26-3-2013                                                              | Saint-Denis                                                            | Francia                                                                | 0 – 1                                                                  | Spagna                                                                 | Qual. Mondiali 2014                                                    | -                                                                      | 82’                                                                    |
| 9-6-2013                                                               | Porto Alegre                                                           | Brasile                                                                | 3 – 0                                                                  | Francia                                                                | Amichevole                                                             | -                                                                      | 70’                                                                    |
| 14-8-2013                                                              | Bruxelles                                                              | Belgio                                                                 | 0 – 0                                                                  | Francia                                                                | Amichevole                                                             | -                                                                      | 74’                                                                    |
| 6-9-2013                                                               | Tbilisi                                                                | Georgia                                                                | 0 – 0                                                                  | Francia                                                                | Qual. Mondiali 2014                                                    | -                                                                      | 62’                                                                    |
| 11-10-2013                                                             | Saint-Denis                                                            | Francia                                                                | 6 – 0                                                                  | Australia                                                              | Amichevole                                                             | 1                                                                      | 46’                                                                    |
| 15-10-2013                                                             | Saint-Denis                                                            | Francia                                                                | 3 – 0                                                                  | Finlandia                                                              | Qual. Mondiali 2014                                                    | 1                                                                      | 81’                                                                    |
| 15-11-2013                                                             | Kiev                                                                   | Ucraina                                                                | 2 – 0                                                                  | Francia                                                                | Qual. Mondiali 2014                                                    | -                                                                      | 70’                                                                    |
| 19-11-2013                                                             | Saint-Denis                                                            | Francia                                                                | 3 – 0                                                                  | Ucraina                                                                | Qual. Mondiali 2014                                                    | 1                                                                      | 82’                                                                    |
| 5-3-2014                                                               | Saint-Denis                                                            | Francia                                                                | 2 – 0                                                                  | Paesi Bassi                                                            | Amichevole                                                             | 1                                                                      | 81’                                                                    |
| 8-6-2014                                                               | Lilla                                                                  | Francia                                                                | 8 – 0                                                                  | Giamaica                                                               | Amichevole                                                             | 2                                                                      | 87’                                                                    |
| 15-6-2014                                                              | Porto Alegre                                                           | Francia                                                                | 3 – 0                                                                  | Honduras                                                               | Mondiali 2014 - 1º turno                                               | 2                                                                      |                                                                        |
| 20-6-2014                                                              | Salvador                                                               | Svizzera                                                               | 2 – 5                                                                  | Francia                                                                | Mondiali 2014 - 1º turno                                               | 1                                                                      |                                                                        |
| 25-6-2014                                                              | Rio de Janeiro                                                         | Ecuador                                                                | 0 – 0                                                                  | Francia                                                                | Mondiali 2014 - 1º turno                                               | -                                                                      |                                                                        |
| 30-6-2014                                                              | Brasilia                                                               | Francia                                                                | 2 – 0                                                                  | Nigeria                                                                | Mondiali 2014 - Ottavi di finale                                       | -                                                                      |                                                                        |
| 4-7-2014                                                               | Rio de Janeiro                                                         | Francia                                                                | 0 – 1                                                                  | Germania                                                               | Mondiali 2014 - Quarti di finale                                       | -                                                                      |                                                                        |
| 4-9-2014                                                               | Saint-Denis                                                            | Francia                                                                | 1 – 0                                                                  | Spagna                                                                 | Amichevole                                                             | -                                                                      |                                                                        |
| 7-9-2014                                                               | Belgrado                                                               | Serbia                                                                 | 1 – 1                                                                  | Francia                                                                | Amichevole                                                             | -                                                                      | 61’                                                                    |
| 11-10-2014                                                             | Parigi                                                                 | Francia                                                                | 2 – 1                                                                  | Portogallo                                                             | Amichevole                                                             | 1                                                                      | 90’                                                                    |
| 14-10-2014                                                             | Erevan                                                                 | Armenia                                                                | 0 – 3                                                                  | Francia                                                                | Amichevole                                                             | -                                                                      | 87’                                                                    |
| 14-11-2014                                                             | Rennes                                                                 | Francia                                                                | 1 – 1                                                                  | Albania                                                                | Amichevole                                                             | -                                                                      |                                                                        |
| 18-11-2014                                                             | Marsiglia                                                              | Francia                                                                | 1 – 0                                                                  | Svezia                                                                 | Amichevole                                                             | -                                                                      | 68’                                                                    |
| 26-3-2015                                                              | Saint-Denis                                                            | Francia                                                                | 1 – 3                                                                  | Brasile                                                                | Amichevole                                                             | -                                                                      |                                                                        |
| 4-9-2015                                                               | Lisbona                                                                | Portogallo                                                             | 0 – 1                                                                  | Francia                                                                | Amichevole                                                             | -                                                                      | 74’                                                                    |
| 7-9-2015                                                               | Bordeaux                                                               | Francia                                                                | 2 – 1                                                                  | Serbia                                                                 | Amichevole                                                             | -                                                                      | 62’                                                                    |
| 8-10-2015                                                              | Nizza                                                                  | Francia                                                                | 4 – 0                                                                  | Armenia                                                                | Amichevole                                                             | 2                                                                      | 81’                                                                    |
| 2-6-2021                                                               | Nizza                                                                  | Francia                                                                | 3 – 0                                                                  | Galles                                                                 | Amichevole                                                             | -                                                                      |                                                                        |
| 8-6-2021                                                               | Saint-Denis                                                            | Francia                                                                | 3 – 0                                                                  | Bulgaria                                                               | Amichevole                                                             | -                                                                      | 41’                                                                    |
| 15-6-2021                                                              | Monaco di Baviera                                                      | Francia                                                                | 1 – 0                                                                  | Germania                                                               | Euro 2020 - 1º turno                                                   | -                                                                      | 89’                                                                    |
| 19-6-2021                                                              | Budapest                                                               | Ungheria                                                               | 1 – 1                                                                  | Francia                                                                | Euro 2020 - 1º turno                                                   | -                                                                      | 76’                                                                    |
| 23-6-2021                                                              | Budapest                                                               | Portogallo                                                             | 2 – 2                                                                  | Francia                                                                | Euro 2020 - 1º turno                                                   | 2                                                                      |                                                                        |
| 28-6-2021                                                              | Bucarest                                                               | Francia                                                                | 3 – 3 dts (4 – 5 dtr)                                                  | Svizzera                                                               | Euro 2020 - Ottavi di finale                                           | 2                                                                      | 94’                                                                    |
| 1-9-2021                                                               | Saint-Denis                                                            | Francia                                                                | 1 – 1                                                                  | Bosnia ed Erzegovina                                                   | Qual. Mondiali 2022                                                    | -                                                                      | 76’                                                                    |
| 4-9-2021                                                               | Kiev                                                                   | Ucraina                                                                | 1 – 1                                                                  | Francia                                                                | Qual. Mondiali 2022                                                    | -                                                                      | 64’                                                                    |
| 7-9-2021                                                               | Décines-Charpieu                                                       | Francia                                                                | 2 – 0                                                                  | Finlandia                                                              | Qual. Mondiali 2022                                                    | -                                                                      |                                                                        |
| 7-10-2021                                                              | Torino                                                                 | Belgio                                                                 | 2 – 3                                                                  | Francia                                                                | UEFA Nations League 2020-2021 - Semifinale                             | 1                                                                      | 90+6’                                                                  |
| 10-10-2021                                                             | Milano                                                                 | Spagna                                                                 | 1 – 2                                                                  | Francia                                                                | UEFA Nations League 2020-2021 - Finale                                 | 1                                                                      |                                                                        |
| 13-11-2021                                                             | Parigi                                                                 | Francia                                                                | 8 – 0                                                                  | Kazakistan                                                             | Qual. Mondiali 2022                                                    | 2                                                                      | 52’ 71’                                                                |
| 16-11-2021                                                             | Helsinki                                                               | Finlandia                                                              | 0 – 2                                                                  | Francia                                                                | Qual. Mondiali 2022                                                    | 1                                                                      | 57’                                                                    |
| 3-6-2022                                                               | Saint-Denis                                                            | Francia                                                                | 1 – 2                                                                  | Danimarca                                                              | UEFA Nations League 2022-2023 - 1º turno                               | 1                                                                      |                                                                        |
| 10-6-2022                                                              | Vienna                                                                 | Austria                                                                | 1 – 1                                                                  | Francia                                                                | UEFA Nations League 2022-2023 - 1º turno                               | -                                                                      |                                                                        |
| 13-6-2022                                                              | Saint-Denis                                                            | Francia                                                                | 0 – 1                                                                  | Croazia                                                                | UEFA Nations League 2022-2023 - 1º turno                               | -                                                                      |                                                                        |
| Totale                                                                 |                                                                        | Presenze (10º posto)                                                   | 97                                                                     |                                                                        | Reti (5º posto)                                                        | 37                                                                     |                                                                        |

## Palmarès

### Club

#### Competizioni nazionali
- Campionato francese: 4

Olympique Lione: 2004-2005, 2005-2006, 2006-2007, 2007-2008
- Supercoppa francese: 2

Olympique Lione: 2006, 2007
- Coppa di Francia: 1

Olympique Lione: 2007-2008
- Coppa di Spagna: 3

Real Madrid: 2010-2011, 2013-2014, 2022-2023
- Campionato spagnolo: 4

Real Madrid: 2011-2012, 2016-2017, 2019-2020, 2021-2022
- Supercoppa di Spagna: 4

Real Madrid: 2012, 2017, 2020, 2022
- Campionato saudita: 1

Al-Ittihad: 2024-2025
- Coppa del Re dei Campioni: 1

Al-Ittihad: 2024-2025

#### Competizioni internazionali
- UEFA Champions League: 5

Real Madrid: 2013-2014, 2015-2016, 2016-2017, 2017-2018, 2021-2022
- Supercoppa UEFA: 4

Real Madrid: 2014, 2016, 2017, 2022
- Coppa del mondo per club: 5

Real Madrid: 2014, 2016, 2017, 2018, 2022

### Nazionale

#### Competizioni giovanili
- Campionato d'Europa Under-17: 1

2004

#### Competizioni maggiori
- UEFA Nations League: 1

2020-2021

### Individuale
- Trofeo Bravo: 1

2008
- Capocannoniere della Ligue 1: 1

2007-2008 (20 gol)
- Capocannoniere della Coppa di Francia: 1

2007-2008 (6 gol)
- Trophées UNFP du football: 5

Miglior giocatore della Ligue 1: 2007-2008
Squadra ideale della Ligue 1: 2007-2008
Miglior giocatore francese all'estero: 2018-2019, 2020-2021, 2021-2022
- Calciatore francese dell'anno: 4

2011, 2012, 2014, 2021
- Squadra dell'anno della Liga: 3

2018-2019, 2019-2020, 2020-2021
- Calciatore dell'anno della Liga: 1

2019-2020
- Trofeo Alfredo Di Stéfano: 1

2019-2020
- Squadra dell'anno de L'Équipe: 2

2020, 2021
- Squadra dell'anno ESM: 1

2020-2021
- Squadra della stagione della UEFA Champions League: 2

2020-2021, 2021-2022
- Onze d'or: 2

2021, 2022
- Miglior calciatore della finale di UEFA Nations League: 1

2021
- Capocannoniere della Supercoppa spagnola: 2

2022 (2 gol), 2023 (2 gol)
- Capocannoniere della Liga: 1

2021-2022 (27 gol)
- Capocannoniere della UEFA Champions League: 1

2021-2022 (15 gol)
- Calciatore dell'anno della UEFA Champions League: 1

2021-2022
- UEFA Men's Player of the Year Award: 1

2021-2022
- Pallone d'oro: 1

2022
- Globe Soccer Awards: 1

Miglior giocatore dell'anno: 2022
- Squadra maschile dell'anno IFFHS: 1

2022
- FIFA FIFPro World XI: 1

2022
- Capocannoniere della Coppa del mondo per club FIFA: 1

2023 (2 gol, a pari merito con Álvarez e Maâloul)